# Hypochilus
Hypochilus is een geslacht van spinnen uit de familie Hypochilidae.

## Soorten
Het geslacht kent de volgende soorten:
- Hypochilus bernardino Catley, 1994
- Hypochilus bonneti Gertsch, 1964
- Hypochilus coylei Platnick, 1987
- Hypochilus gertschi Hoffman, 1963
- Hypochilus jemez Catley, 1994
- Hypochilus kastoni Platnick, 1987
- Hypochilus petrunkevitchi Gertsch, 1958
- Hypochilus pococki Platnick, 1987
- Hypochilus sheari Platnick, 1987
- Hypochilus thorelli Marx, 1888